# 中野恵津子
中野 恵津子（なかの えつこ、1944年8月29日 - 2013年1月26日）は、日本の翻訳家。
新潟市生まれ。国際基督教大学卒業。米国小説を中心に翻訳した。肺炎のため死去。

## 翻訳
- 『来たるべきものの予感. 生命潮流』（ライアル・ワトソン、木幡和枝,村田恵子共訳、工作舎） 1981
- 『世界の遺跡と名建築 10 技術の成果』（講談社インターナショナル） 1983
- 『エルスケン巴里時代 1950 - 1954』（エド・ファン・デル・エルスケン、リブロポート） 1985
- 『笑いごとじゃない 世にも明るい闘病記』（ジョセフ・ヘラー,スピード・ヴォーゲル、TBSブリタニカ） 1987、のちちくま文庫
- 『エルスケンニッポンだった 1959・1960』（エド・ヴァン・デル・エルスケン、リブロポート） 1987
- 『タイタニック発見』（ロバート・D・バラード、文藝春秋） 1988
- 『スーパーネイチャー 2』（ライアル・ワトソン、内田美恵共訳、日本教文社） 1988
- 『ビリー・バスゲイト』（E・L・ドクトロウ、文藝春秋） 1992
- 『スーツケース一杯の失敗』（アーマ・ボンベック、文藝春秋） 1992
- 『ブラックウォーター』（ジョイス・キャロル・オーツ、講談社） 1992
- 『レメディオス・バロ 予期せぬさすらい』（ジャネット・A・カプラン、リブロポート） 1992
- 『ワンス・アポン・ア・タイム エド・ヴァン・デル・エルスケン』（エフェリン・ド・レフト、リブロポート） 1993
- 『紐育万国博覧会』（E・L・ドクトロウ、文藝春秋） 1994
- 『中国鉄道大旅行』（ポール・セロー、文藝春秋） 1994
- 『影なき紳士』（マーティン・ブース、文藝春秋） 1995
- 『クリスマスの木』（ジュリー・サラモン、新潮社） 1996、のち改題『クリスマスツリー』（新潮文庫）
- 『キルトに綴る愛』（ホイットニー・オットー、講談社） 1996
- 『ねえ、聞いてる?』（リリー・タック、TBSブリタニカ） 1996
- 『九龍塘の恋』（ポール・セロー、文藝春秋） 1997
- 『ニューヨーク市貯水場』（E・L・ドクトロウ、文藝春秋） 1997
- 『ポール・セローの大地中海旅行』（ポール・セロー、NTT出版） 1998
- 『アメリカ人のまっかなホント』（ステファニー・フォール、マクミランランゲージハウス） 1999
- 『まごころの贈りもの』（ケイ・アレンボー他、TBSブリタニカ） 1999
- 『あなたが最後に父親と会ったのは?』（ブレイク・モリソン、新潮社） 1999
- 『ニッポンだった& after』（エド・ヴァン・デル・エルスケン、大沢類共訳 東京書籍） 2000
- 『脳の探究 感情・記憶・思考・欲望のしくみ』（スーザン・グリーンフィールド、無名舎） 2001
- 『驚くべき天才の胸もはりさけんばかりの奮闘記』（デイヴ・エガーズ、文藝春秋） 2001
- 『灰色の輝ける贈り物』（アリステア・マクラウド、新潮社） 2002
- 『冬の犬』（アリステア・マクラウド、新潮社） 2004
- 『彼方なる歌に耳を澄ませよ』（アリステア・マクラウド、新潮社） 2005
- 『モハメド・アリ アイロニーの時代のトリックスター』（チャールズ・レマート、新曜社） 2007
- 『密会』（ウィリアム・トレヴァー、新潮社） 2008
- 『アメリカの鳥』（メアリー・マッカーシー、河出書房新社、世界文学全集）　2009
- 『50歳の恋愛白書』（レベッカ・ミラー、講談社）　2010

### アン・タイラー
- 『ブリージング・レッスン』（アン・タイラー、文藝春秋） 1989、のち文庫
- 『ここがホームシック・レストラン』（アン・タイラー、文藝春秋） 1990、のち文庫
- 『もしかして聖人』（アン・タイラー、文藝春秋） 1992
- 『スリッピングダウン・ライフ』（アン・タイラー、文藝春秋） 1993
- 『時計を巻きにきた少女』（アン・タイラー、文藝春秋） 1994
- 『モーガンさんの街角』（アン・タイラー、文藝春秋） 1995
- 『歳月の梯子』（アン・タイラー、文藝春秋） 1996、のち文庫
- 『パッチワーク・プラネット』（アン・タイラー、文春文庫） 1999
- 『あのころ、私たちはおとなだった』（アン・タイラー、文春文庫） 2003
- 『結婚のアマチュア』（アン・タイラー、文春文庫） 2005
- 『ノアの羅針盤』（アン・タイラー、河出書房新社　2011